# Kurosagi (manga)
Pour les articles homonymes, voir Kurosagi.
Ne doit pas être confondu avec Kurosagi - Livraison de cadavres.
Kurosagi (クロサギ) est un manga écrit par Takeshi Natsuhara et dessiné par Kuromaru. Il est prépublié dans le magazine Weekly Young Sunday entre novembre 2003 et mai 2008, et est compilé en un total de 20 tomes. La suite directe nommée Shin Kurosagi est prépubliée dans le magazine Big Comic Spirits entre juin 2008 et août 2012 et compte 18 tomes. Une troisième série, Shin Kurosagi Kanketsu-hen, est prépubliée entre août 2012 et juillet 2013 et compte 4 tomes.
Une adaptation en série télévisée japonaise (drama) de 11 épisodes de 45 minutes est diffusée entre le 14 avril et le 23 juin 2006 sur le réseau TBS.
Cette série est diffusée en France par NETFLIX ainsi que la version 2022 depuis le 3 janvier 2025.

## Synopsis
Dans notre monde il existe trois types d'escrocs : les Shirosagi qui pillent et dépouillent les gens, les Akasagi qui trompent en manipulant les sentiments et ceux qui se nourrissent des deux précédents, les Kurosagi.
Kurosaki, le héros de cette histoire est un garçon dont la famille a été décimée par la faute d'un Shirosagi il y a six ans. Depuis ce jour, il n'a d'autre objectif que de venger les siens et s'est juré, pour cela, de détruire tous les escrocs de ce monde. Avec l'aide du vieux Katsuragi qui lui fournit les informations dont il a besoin, Kurosaki se glisse dans la peau de victimes potentielles afin de mieux piéger les escrocs de l'intérieur et dédommager les victimes de ces derniers.
Pour devenir un escroc impitoyable, il a dû faire des sacrifices et, notamment, celui de ne plus avoir d'attaches et de dire adieu à l'amour. Cependant dès l'instant où il sauve Tsurara (qui allait se faire écraser par un train), les choses deviennent totalement différentes.

## Drama

### Fiche technique
- Réalisateurs : Ishii Yasuharu, Hirano Shunichi, Takei Atsushi
- Scénario : Shinozaki Eriko
- Musique : Yamashita Kousuke
- Bande originale : Daite Senorita par Yamashita Tomohisa

### Distribution
- Yamashita Tomohisa : Kurosaki (Kurosagi)
- Maki Horikita : Yoshikawa Tsurara
- Ichikawa Yui : Mishima Yukari
- Kato Koji : Shiraishi Yoichi
- Tsutomu Yamazaki : Katsuragi Toshio
- Kishibe Shiro : Mikimoto
- Tayama Ryosei : Momoyama Tetsuji
- Reina : Osawa Yuuko
- Okunuki Kaoru : Hayase
- Sugimoto Tetta : Père de Kurosaki
- Aikawa Sho : Kashima Masaru

## Réception
Le manga a gagné le 53e Prix Shōgakukan en 2008.